# ISUチャレンジャーシリーズ
ISUチャレンジャーシリーズ（ISU Challenger Series in Figure Skating）は、国際スケート連盟（ISU）が承認するフィギュアスケートのシリーズ戦。10の国際大会から成り立っており、ISUグランプリシリーズの決勝大会であるISUグランプリファイナルに相当する大会は存在しない。

## 大会
- ロンバルディアトロフィー (2014年、2016年-2019年、2021年-)
- オンドレイネペラトロフィー / オンドレイネペラメモリアル / ネペラメモリアル (2014年-2019年、2022年-)
- ネーベルホルン杯 (2014年-)
- ゴールデンスピン (2014年-2019年、2021年-)
- ワルシャワ杯 (2014年-2017年、2019年、2021年-)
- タリントロフィー (2015年-2017年、2024年-)
- デニステンメモリアルチャレンジ（2021年-）
- ブダペスト杯（2022年-）
- クランベリー杯（2024年-）
- ニース杯（2024年-）

### 過去開催された大会
- ボルボオープンカップ (2014年)
- モルドヴィアンオーナメント (2015年)
- デンコヴァ・スタビスキー杯 (2015年)
- インゲソーラーメモリアル-アルペントロフィー（2018年）
- アイススター (2017年・2019年)
- アジアフィギュア杯（2018年・2019年）※2021年は非公認大会[1]
- USインターナショナルクラシック (2014年-2019年、2022年)
- オーストリア杯 by アイスチャレンジ (2014年-2015年, 2021年-2022年)
- スケートカナダオータムクラシック (2014年、2016年-2019年、2021年、2023年)
- フィンランディア杯 (2014年-2019年、2021年-2023年)

## 概要
2014-2015シーズンに、より多くの選手とジャッジに、国際レベルの試合の経験と世界ランキングのポイントを得られる機会を与えるために設立された。獲得スコアはISUパーソナルベスト、シーズンベストスコアとして認められる。これまでに開催されていたカレンダーコンペティションの大会を含む10大会で成り立ち、8月1日から12月15日の間に開催され、ISUグランプリシリーズと日程が重ならないよう調整される。各大会の優勝者はISUグランプリシリーズ出場の補欠資格を得る。

## 開催要件
それぞれの大会は男女シングル、ペア、アイスダンスのうち3種目以上が開催されなければならない。また最低10の国・地域の参加が無ければならない。さらに各種目は以下の要件を満たす必要がある。
|              | 参加人数 | 参加国数 |
| 男子シングル | 8        | 4        |
| 女子シングル | 8        | 4        |
| ペア         | 5        | 3        |
| アイスダンス | 6        | 4        |
| ------------ | -------- | -------- |

## 出場資格
選手(組)につき最大3大会の出場が許される。ISUジュニアグランプリシリーズまたはISUグランプリシリーズに出場する選手は出場の優先権を得られない。

## 成績上位者

### 男子シングル
| シーズン  | 1位                    | 2位                      | 3位                        |
| --------- | ---------------------- | ------------------------ | -------------------------- |
| 2014/2015 | ミハル・ブジェジナ     | アレクサンドル・ペトロフ | コンスタンチン・メンショフ |
| 2015/2016 | ジェイソン・ブラウン   | マックス・アーロン       | ミハイル・コリヤダ         |
| 2016/2017 | ジェイソン・ブラウン   | アレクサンドル・ペトロフ | マックス・アーロン         |
| 2017/2018 | ミハイル・コリヤダ     | セルゲイ・ボロノフ       | モリス・クヴィテラシヴィリ |
| 2018/2019 | ミハイル・コリヤダ     | チャ・ジュンファン       | ジェイソン・ブラウン       |
| 2019/2020 | ドミトリー・アリエフ   | ダニエル・グラスル       | 山本草太                   |
| 2020/2021 | 中止                   | 中止                     | 中止                       |
| 2021/2022 | ピョートル・グメンニク | キーガン・メッシング     | マルク・コンドラチュク     |
| 2022/2023 | ケヴィン・エイモズ     | ルーカス・ブリッチギー   | マッテオ・リッツォ         |
| 2023/2024 | ルーカス・ブリッチギー | 金博洋                   | ニカ・エガーゼ             |
| 2024/2025 |                        |                          |                            |

### 女子シングル
| シーズン  | 1位                            | 2位                            | 3位                            |
| --------- | ------------------------------ | ------------------------------ | ------------------------------ |
| 2014/2015 | エリザベータ・トゥクタミシェワ | アリョーナ・レオノワ           | ハンナ・ミラー                 |
| 2015/2016 | エリザベータ・トゥクタミシェワ | アンナ・ポゴリラヤ             | アデリナ・ソトニコワ           |
| 2016/2017 | エリザベータ・トゥクタミシェワ | 長洲未来                       | マライア・ベル                 |
| 2017/2018 | カロリーナ・コストナー         | スタニスラワ・コンスタンチノワ | エリザベータ・トゥクタミシェワ |
| 2018/2019 | エリザベータ・トゥクタミシェワ | ブレイディ・テネル             | エリザベート・トゥルシンバエワ |
| 2019/2020 | エリザベータ・トゥクタミシェワ | ユ・ヨン                       | イム・ウンス                   |
| 2020/2021 | 中止                           | 中止                           | 中止                           |
| 2021/2022 | アリサ・リウ                   | アナスタシヤ・グバノワ         | エカテリーナ・クラコワ         |
| 2022/2023 | キム・イェリム                 | エカテリーナ・クラコワ         | リンゼイ・ソーングレン         |
| 2023/2024 | キム・チェヨン                 | アナスタシヤ・グバノワ         | エカテリーナ・クラコワ         |
| 2024/2025 |                                |                                |                                |

### ペア
| シーズン  | 1位                                                     | 2位                                                 | 3位                                                     |
| --------- | ------------------------------------------------------- | --------------------------------------------------- | ------------------------------------------------------- |
| 2014/2015 | アレクサ・シメカ and クリス・クニエリム                 | ヘイヴン・デニー and ブランドン・フレイジャー       | ジェシカ・カララン and ザック・シドゥー                 |
| 2015/2016 | アリオナ・サフチェンコ and ブリュノ・マッソ             | エフゲーニヤ・タラソワ and ウラジミール・モロゾフ   | ナタリア・ザビアコ and アレクサンドル・エンベルト       |
| 2016/2017 | ヴァレンティーナ・マルケイ and オンドレイ・ホタレック   | ニコーレ・デラ・モニカ and マッテオ・グアリーゼ     | クリスティーナ・アスタホワ and アレクセイ・ロゴノフ     |
| 2017/2018 | ナタリア・ザビアコ and アレクサンドル・エンベルト       | ニコーレ・デラ・モニカ and マッテオ・グアリーゼ     | クリスティーナ・アスタホワ and アレクセイ・ロゴノフ     |
| 2018/2019 | アレクサンドラ・ボイコワ and ドミトリー・コズロフスキー | カーステン・ムーア＝タワーズ and マイケル・マリナロ | アリサ・エフィモワ and アレクサンドル・コロヴィン       |
| 2019/2020 | アシュリー・ケイン・グリブル and ティモシー・ルデュク   | タラ・ケイン and ダニエル・オシェイ                 | ミネルヴァ・ファビアン・ハーゼ and ノーラン・ジーゲルト |
| 2020/2021 | 中止                                                    | 中止                                                | 中止                                                    |
| 2021/2022 | エフゲーニヤ・タラソワ and ウラジミール・モロゾフ       | ジェシカ・カララン and ブライアン・ジョンソン       | ヴァネッサ・ジェームス and エリック・ラドフォード       |
| 2022/2023 | レベッカ・ギラルディ and フィリッポ・アンブロジーニ     | アニカ・ホッケ and ロベルト・クンケル               | アリサ・エフィモワ and ルーベン・ブロマールト           |
| 2023/2024 | ミネルヴァ・ファビアン・ハーゼ and ニキータ・ボロディン | アニカ・ホッケ and ロベルト・クンケル               | ルクレツィア・ベッカーリ and マッテオ・グアリーゼ       |
| 2024/2025 |                                                         |                                                     |                                                         |

### アイスダンス
| シーズン  | 1位                                               | 2位                                                   | 3位                                                       |
| --------- | ------------------------------------------------- | ----------------------------------------------------- | --------------------------------------------------------- |
| 2014/2015 | マイア・シブタニ and アレックス・シブタニ         | シャルレーヌ・ギニャール and マルコ・ファッブリ       | ネッリ・ジガンシナ and アレクサンダー・ガージ             |
| 2015/2016 | シャルレーヌ・ギニャール and マルコ・ファッブリ   | イザベラ・トバイアス and イリヤ・トカチェンコ         | ナタリア・カリシェク and マクシム・スポディレフ           |
| 2016/2017 | エカテリーナ・ボブロワ and ドミトリー・ソロビエフ | マディソン・チョック and エヴァン・ベイツ             | シャルレーヌ・ギニャール and マルコ・ファッブリ           |
| 2017/2018 | エカテリーナ・ボブロワ and ドミトリー・ソロビエフ | シャルレーヌ・ギニャール and マルコ・ファッブリ       | ティファニー・ザホースキ and ジョナサン・ゲレイロ         |
| 2018/2019 | パイパー・ギレス and ポール・ポワリエ             | シャルレーヌ・ギニャール and マルコ・ファッブリ       | クリスティーナ・カレイラ and アンソニー・ポノマレンコ     |
| 2019/2020 | シャルレーヌ・ギニャール and マルコ・ファッブリ   | マディソン・チョック and エヴァン・ベイツ             | ロランス・フルニエ・ボードリー and ニゴライ・サアアンスン |
| 2020/2021 | 中止                                              | 中止                                                  | 中止                                                      |
| 2021/2022 | シャルレーヌ・ギニャール and マルコ・ファッブリ   | ダイアナ・デイビス and グレブ・スモルキン             | オリヴィア・スマート and アドリア・ディアス               |
| 2022/2023 | ライラ・フィアー and ルイス・ギブソン             | マージョリー・ラジョワ and ザカリー・ラガ             | アリソン・リード and サウリウス・アンブルレヴィチウス     |
| 2023/2024 | ライラ・フィアー and ルイス・ギブソン             | アリソン・リード and サウリウス・アンブルレヴィチウス | ダイアナ・デイビス and グレブ・スモルキン                 |
| 2024/2025 |                                                   |                                                       |                                                           |

## 賞金
3大会のうち得点の高い2大会の合計で上位3名(組)に賞金が与えられる。
| 順位 | 男女シングル      | ペア・アイスダンス |
| ---- | ----------------- | ------------------ |
| 1位  | 4,000スイスフラン | 5,000スイスフラン  |
| 2位  | 3,000スイスフラン | 4,000スイスフラン  |
| 3位  | 2,000スイスフラン | 3,000スイスフラン  |